# General Prims ryttarstaty
General Prims ryttarstaty är en skulptur av brons i Parc de la Ciutadella i stadsdelen Ciutat Vella i Barcelona. Ryttarstatyn föreställer den katalanska militären och politikern Juan Prim y Prats och uppfördes första gången 1882–1887 av arkitekten Josep Fontserè(en) och skulptören Lluís Puiggener(ca). Den förstördes 1936 av Federación Anarquista Ibérica för metallens skull i samband med spanska inbördeskriget. Utifrån äldre skisser återuppfördes monumentet 1948 av Frederic Marès(es).